# Tototlán
Tototlán est une ville et une municipalité mexicaine de l'État de Jalisco. La municipalité a 23 171 habitants en 2015.

## Géographie
Tototlán est située à 1 250 m d'altitude dans la région Ciénega de l'État de Jalisco. Elle est desservie par la route fédérale 90 Guadalajara-Irapuato, entre Zapotlanejo et Atotonilco el Alto, à 65 km de Guadalajara.
|                  | Tepatitlán de Morelos |                    |
| Zapotlanejo      | Tototlán              | Atotonilco el Alto |
| Zapotlán del Rey | Ocotlán               |                    |

La majeure partie de la municipalité est peu accidentée. L'élevage occupe environ 15 000 ha, les cultures agricoles 10 000 ha et les forêts 2 100 ha[réf. souhaitée].
La municipalité appartient au bassin hydrographique Lerma-Chapala-Santiago et se trouve à une trentaine de kilomètres au nord-est du lac de Chapala dont elle est séparée par la municipalité d'Ocotlán.

## Histoire

### Origines
Le nom nahuatl Tototlán signifie "lieu des oiseaux".
Les premiers habitants de la municipalité sont chassés de leur territoire au début du XIIIe siècle par Xitecomotl, fondateur du royaume de Coinan en 1210.

### Royaume de Coinan

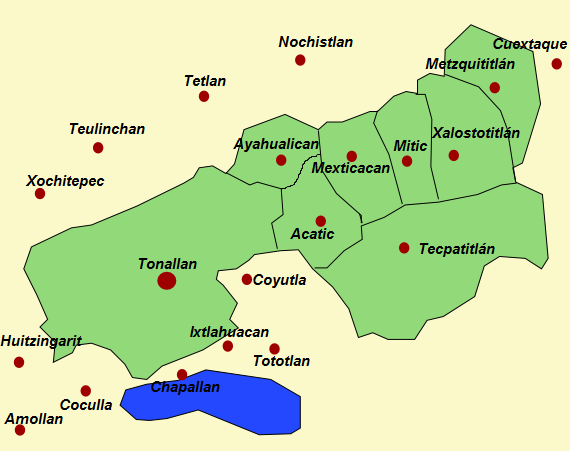
Principaux caciquats tecuexes autour du royaume de Coinan.
Lac de Chapala.

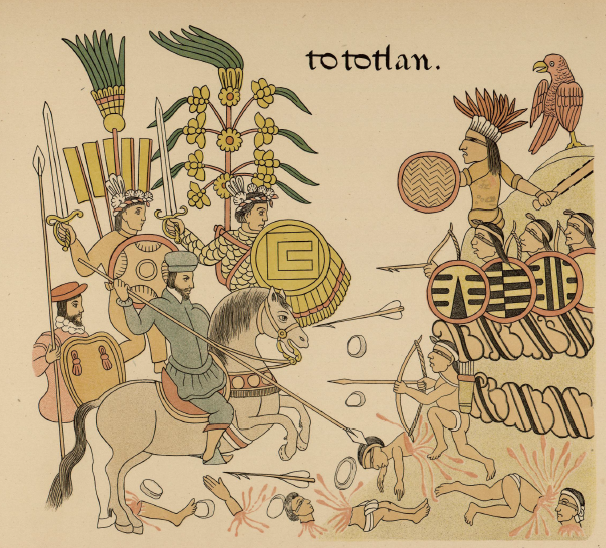
Lienzo de Tlaxcala.
Défaite de Tototlán face aux Espagnols et aux Tlaxcaltèques.

Le royaume de Coinan ou seigneurie de Coinan (en nahuatl : Coinan tlahtocayotl, en espagnol : reino o señorío de Coinan) est une monarchie héréditaire du peuple Coca (es) à l'époque postclassique mésoaméricainne. Basé dans la vallée de Coinan dans la municipalité actuelle de Tototlán, il englobe les caciquats d'Atotonilco et d'Ocotlán ainsi que celui de Los Ayos qui s'étend de l'actuelle municipalité d'Ayotlán (es) à la localité d'Ayo el Grande dans la municipalité de Jesús María (es).
Il est entouré à l'ouest par le royaume coca de Chapallan, au nord par les caciquats tecuexes d'Acatic et de Tecpatitlán, à l'est et au sud par le royaume tarasque.
Outre les royaumes de Coinan et de Chapallan, les Cocas auraient habité Cocula à l'ouest du lac de Chapala à l'époque de leur plus grande expansion[réf. souhaitée]. Les Cocas sont constamment en guerre contre les Purépechas du royaume tarasque.
Le royaume de Coinan disparait avec la conquête espagnole. Nuño Beltrán de Guzmán et Cristóbal de Oñate arrivent à Coinan en 1530 accompagnés d'auxiliaires tarasques. Les habitants de Coinan qui ont pu s'enfuir sont rattrapés dans la région de La Barca au bord du río Lerma et transférés à Cuitzeo au nord du Michoacán.
En 1541, les habitants de l'ancien royaume de Coinan participent à la rébellion Mixtón.

### Époque coloniale
Après la conquête, Tototlán passe sous l'autorité des religieux augustins.

### XIXeetXXesiècles
Tototlán acquiert le statut de ville en 1825 et celui de municipalité au plus tard en 1875. La localité de Zapotlán del Rey acquiert à son tour le statut de municipalité en 1913 ce qui réduit d'autant le territoire de Tototlán.
Tototlán est impliquée dans des escarmouches au XIXe siècle pendant l'invasion française et au XXe siècle pendant la guerre des Cristeros.

## Démographie
En 2010, la municipalité compte 21 871 habitants pour une superficie de 292,85 km2 et 105 localités habitées. 57 % de la population est urbaine. Après le chef-lieu Tototlán où vivent 12 516 habitants, les principales localités sont Nuevo Refugio de Afuera avec 1 003 habitants et San Isidro avec 815 habitants.
Au recensement de 2015, la population de la municipalité passe à 23 171 habitants.

## Personnalités liées à la municipalité
- Sabás Reyes Salazar (1883-1927), prêtre mort à Tototlán, un des martyrs de la guerre des Cristeros ;
- Javier Hernández Gutiérrez (né en 1961), ancien joueur de football international, né à Tototlán[réf. souhaitée].